# Ernie Englund
Ernie Englund född Ernest Englund 26 mars 1928 i Chicago, Illinois USA, död 21 december 2001 i Hamra på Gotland, var en svensk kompositör och musiker (trumpet). Englund kom till Sverige 1944 och var verksam på Gotland från mitten av 1970-talet som förste trumpetare i Visby storband.
Han var bland annat känd för sin inspelning av "Gotländsk sommarnatt"  från 1960. Den spelades in med hans "Besson Meha" från 1948 som idag ägs av en annan trumpetare på Gotland (enligt Gotlands Tidningar 2021-12-21).
Ernie Englund är begravd på kyrkogården vid Hamra kyrka, Gotland.

## Filmmusik
- 1955 – Ljuset från Lund
- 1960 – Kärlekens decimaler

## Filmografi roller
- 1953 - Resan till dej - trumpetare